# Юйчжун (Чунцин)
Юйчжу́н (кит. упр. 渝中, пиньинь Yúzhōng) — район городского подчинения города центрального подчинения Чунцин (КНР). Название в переводе означает «внутри Янцзы» (Янцзы в древности называлась Юйцзян). Это — центральный район Чунцина; он с трёх сторон окружён водой.

## История
В период Сражающихся царств Юйчжун (Цзянчжоу) некоторое время был столицей царства Ба.
Благодаря своему географическому положению эти земли с древнейших времён были местом расположения управляющих структур возникавших здесь административных единиц. Когда в 1929 году на землях уезда Ба был официально создан город Чунцин, то эти земли вошли в его состав. Когда в 1935 году Чунцин был разделён на пять районов, то здесь разместились районы с первого по четвёртый. Когда в 1939 году Чунцин был разделён на двенадцать районов, то здесь разместились районы с 1-го по 8-й. Когда в 1942 году Чунцин был разделён на 17 сухопутных и 1 водный районы, то здесь разместились с 1-го по 8-й сухопутные районы и часть водного района. Когда в 1946 году Чунцин был разделён на восемнадцать районов, то здесь разместились районы с 1-го по 8-й. Всё это время именно здесь размещались административные органы города, а в годы войны с Японией сюда переехало руководство страны.
В 1950 году районы с первого по седьмой были объединены в 1-й район. В 1955 году 1-й район был переименован в район Шичжун (市中区, «городской центральный район»). В 1995 году район Шичжун был переименован в Юйчжун.

## Административно-территориальное деление
Район Юйчжун делится на 12 уличных комитетов:

Цисинган (七星岗街道), Цзефанбэй (解放碑街道), Лянлукоу (两路口街道), Шанцинсы (上清寺街道), Цайюаньба (菜园坝街道), Наньцзимэнь (南纪门街道), Ванлунмэнь (望龙门街道), Чаотяньмэнь (朝天门街道), Дасигоу (大溪沟街道), Хуалунцяо (化龙桥街道), Шиюлу (石油路街道), Дапин (大坪街道).

## Экономика
В микрорайонах Хуалунцяо и Цзефанбэй, которые составляют центральный деловой район Чунцина, сосредоточены высотные офисные и жилые здания, а также отели, торговые центры, магазины и заведения общественного питания.

## Железнодорожный транспорт
В районе находится Чунцинский вокзал.

## Галерея

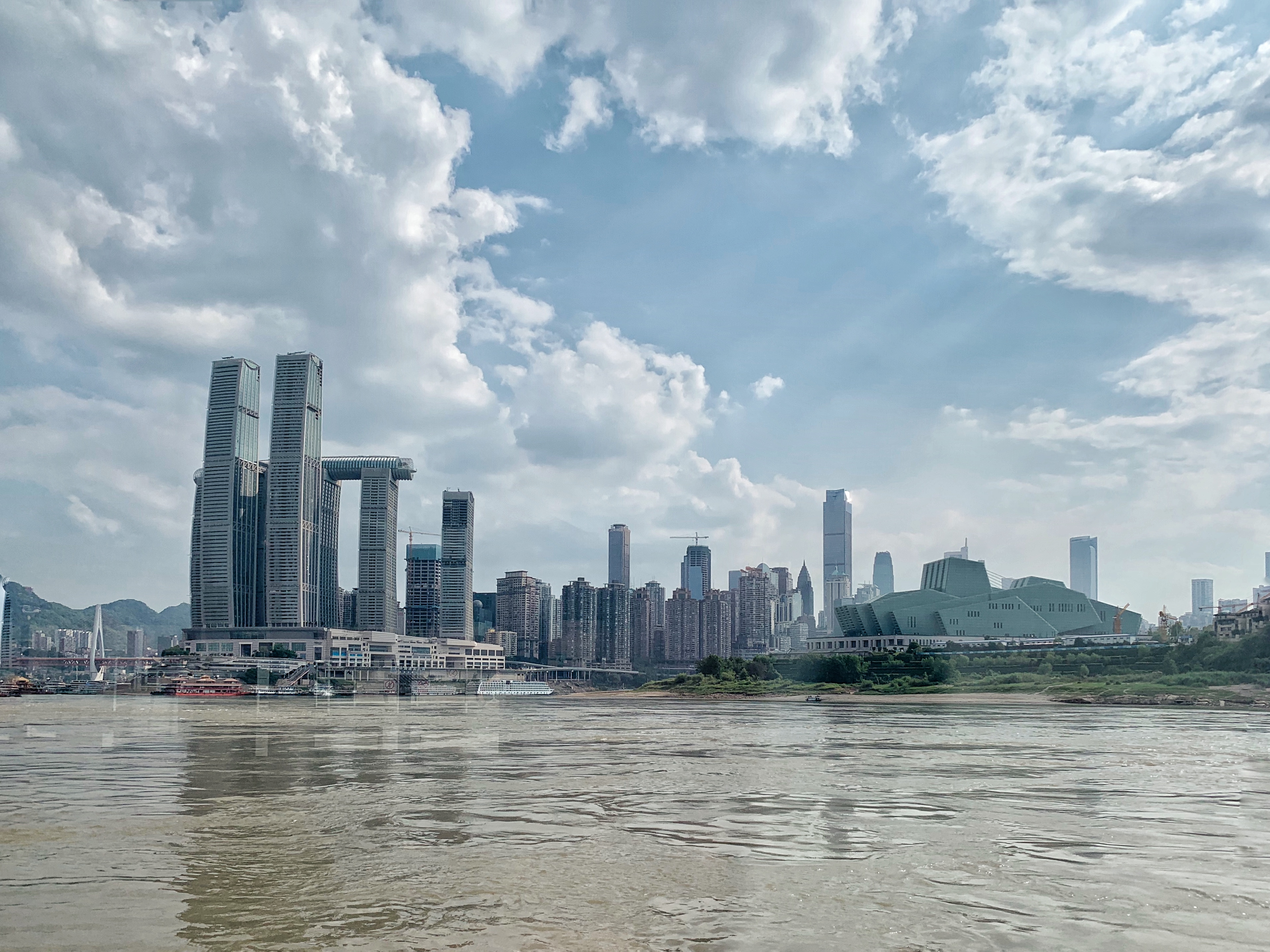
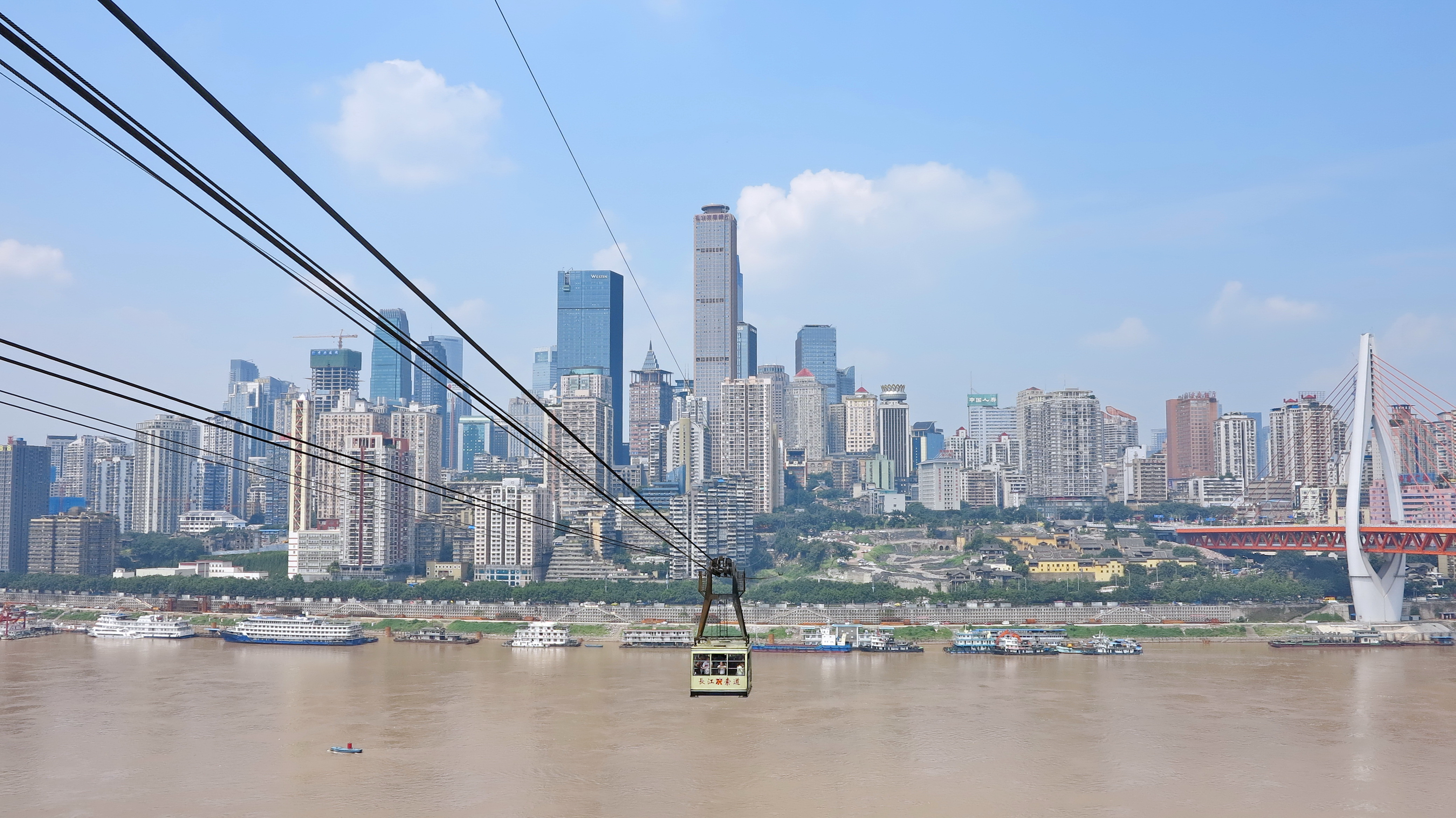
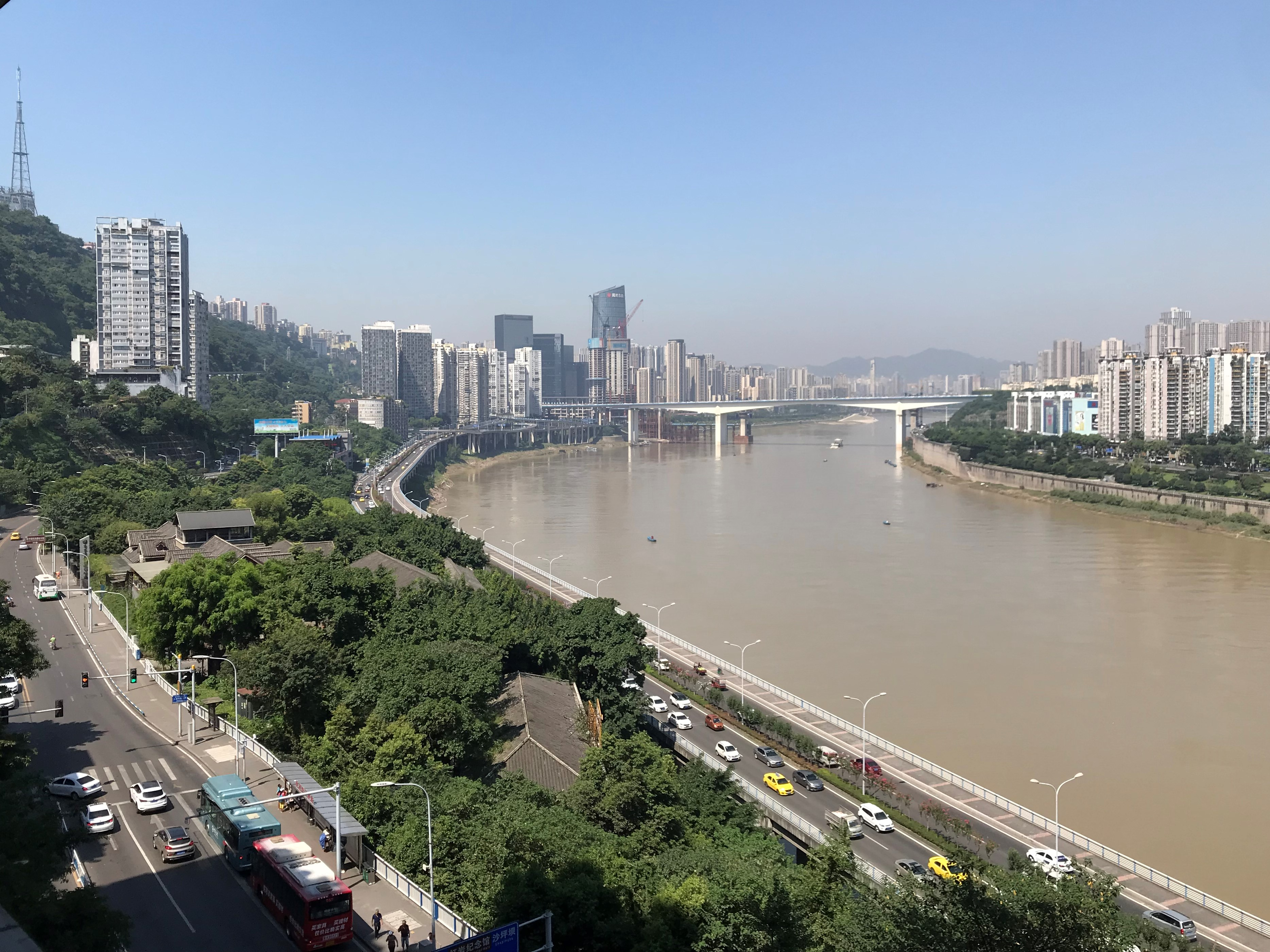
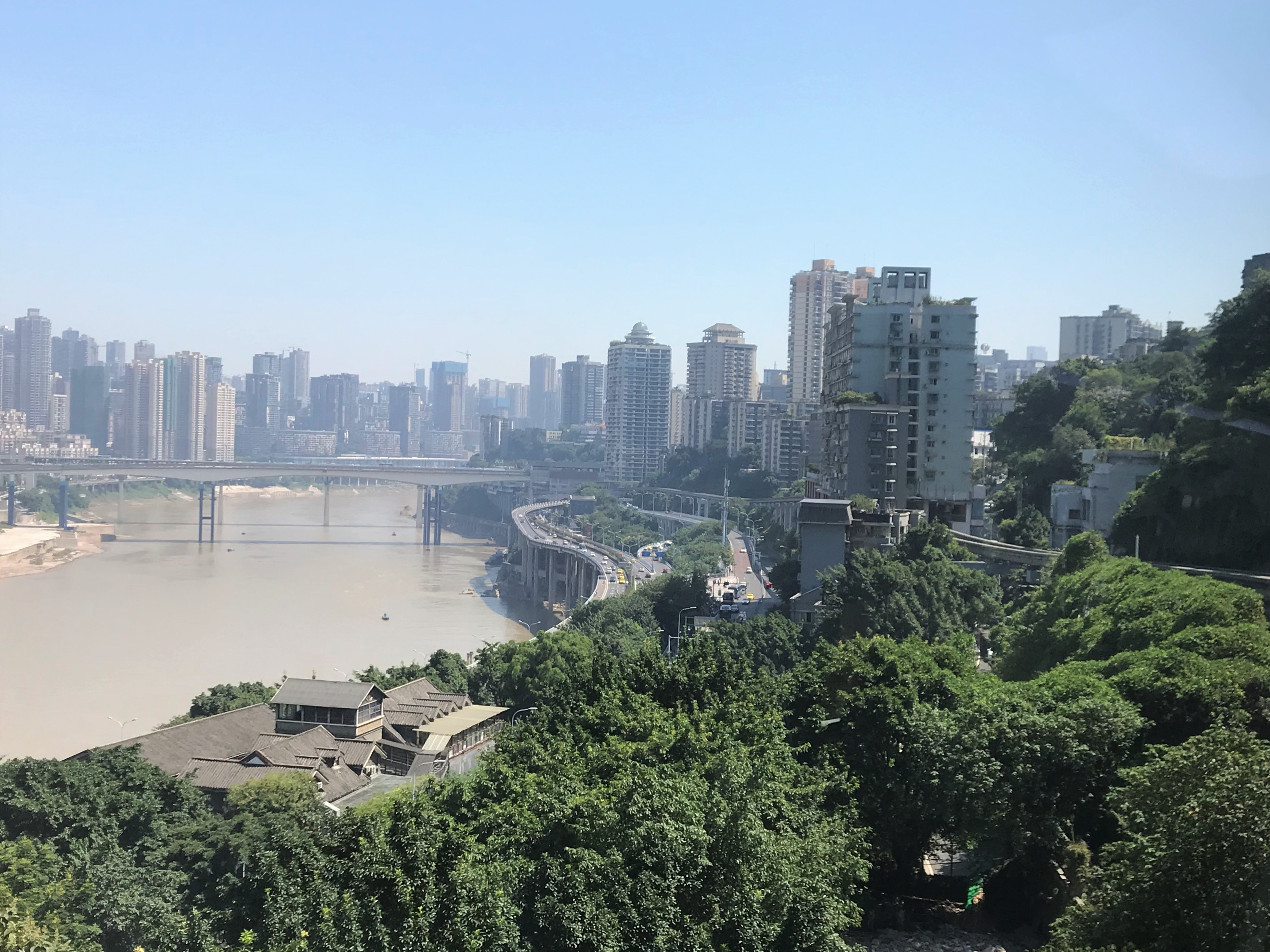
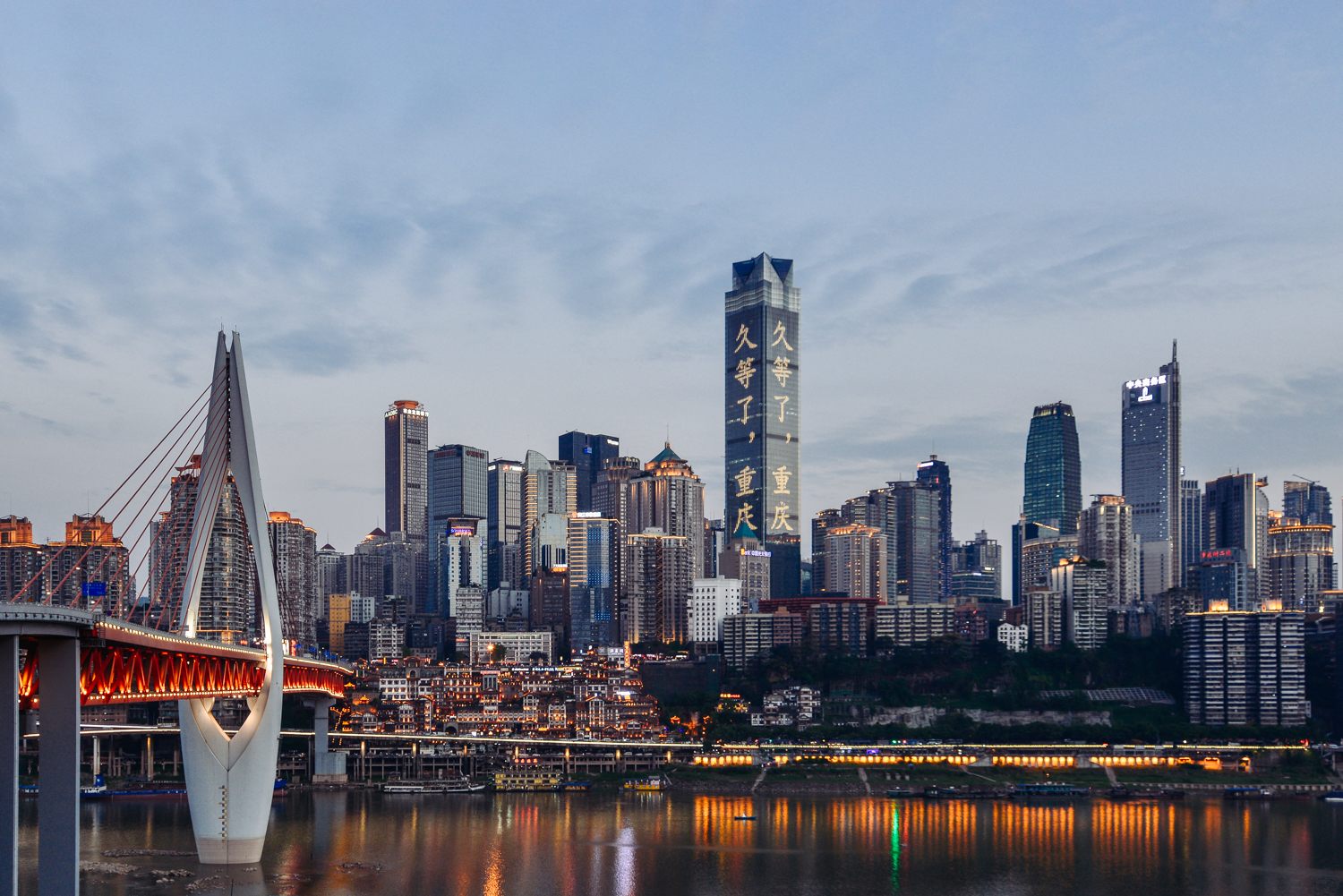
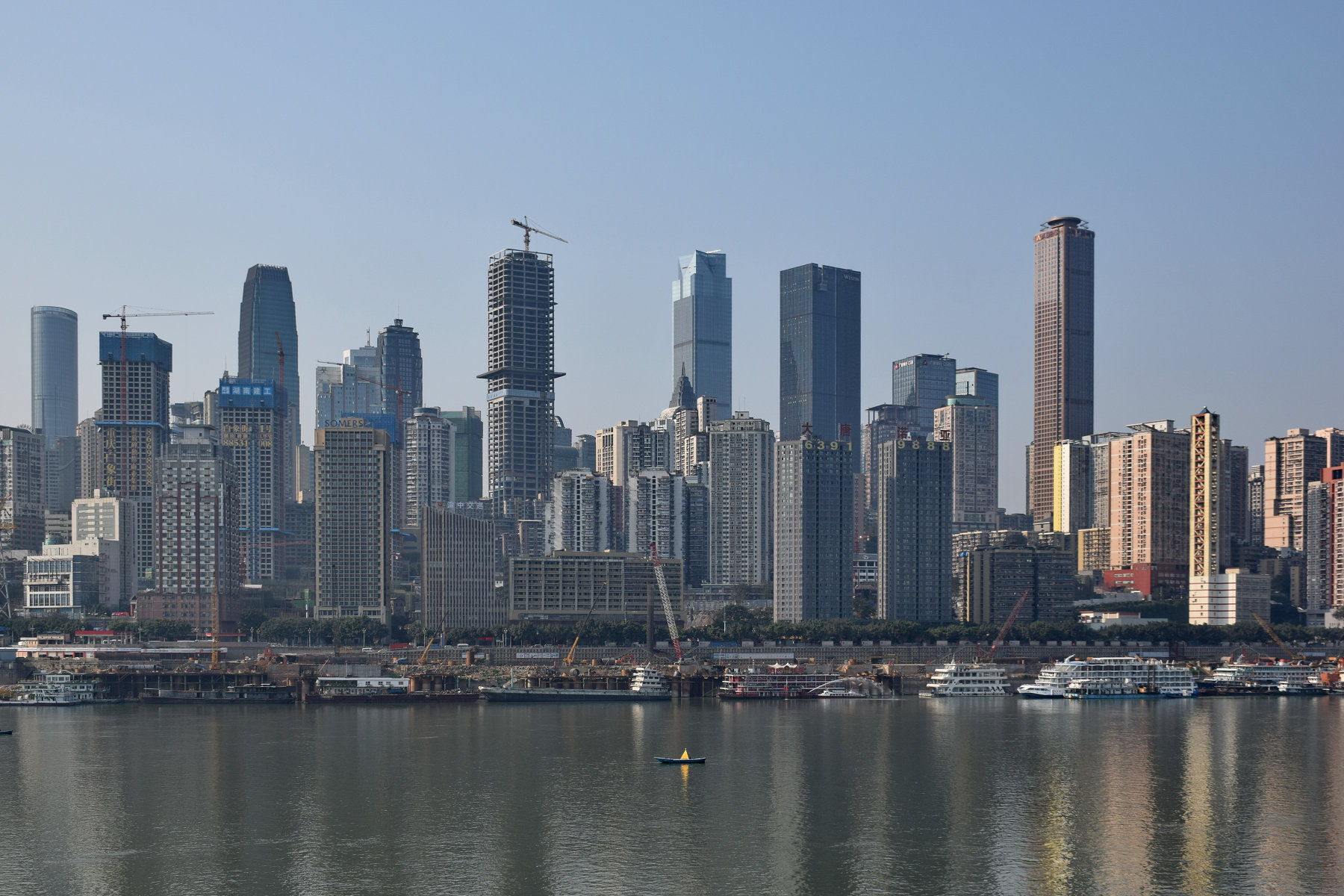
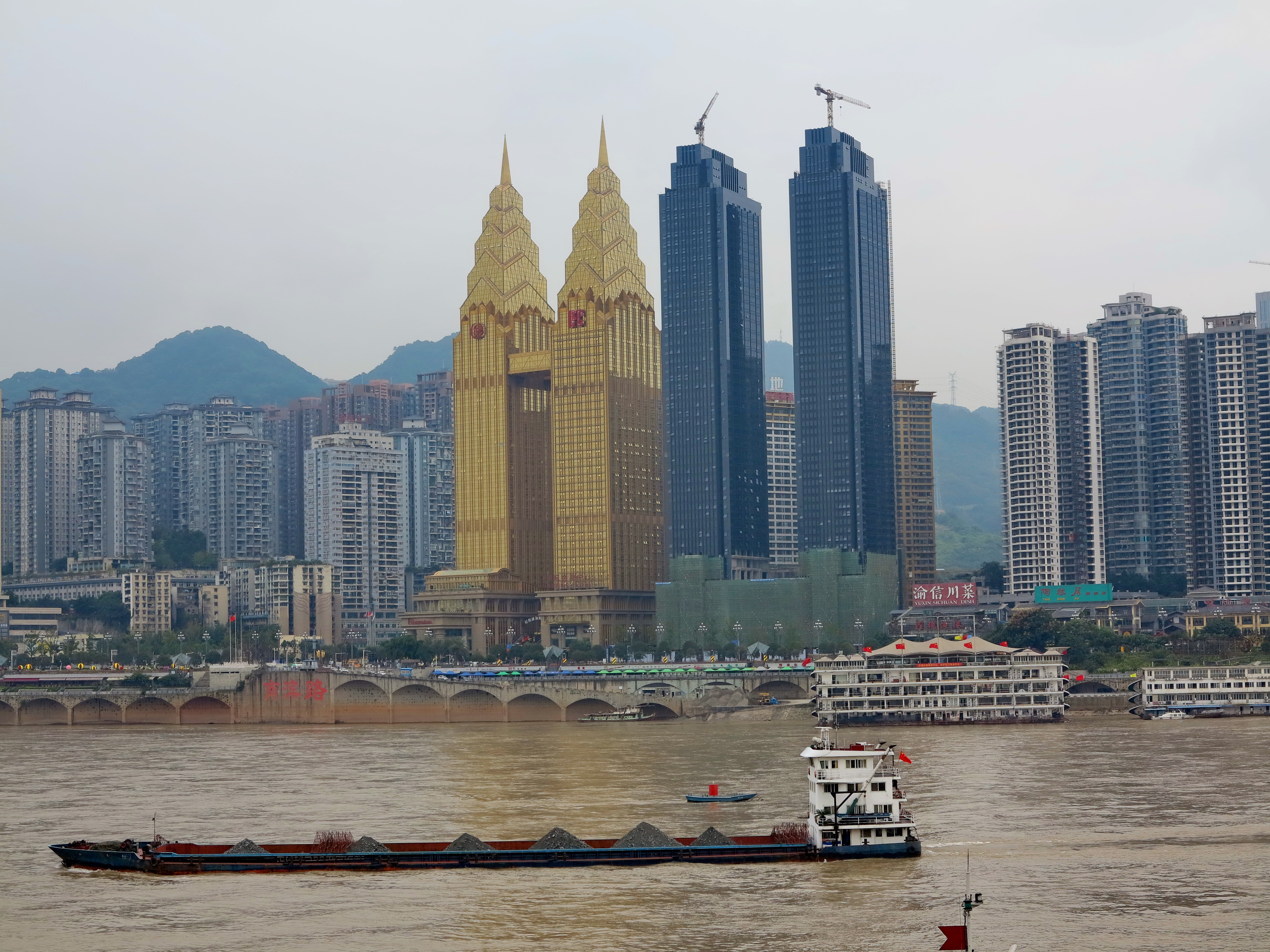
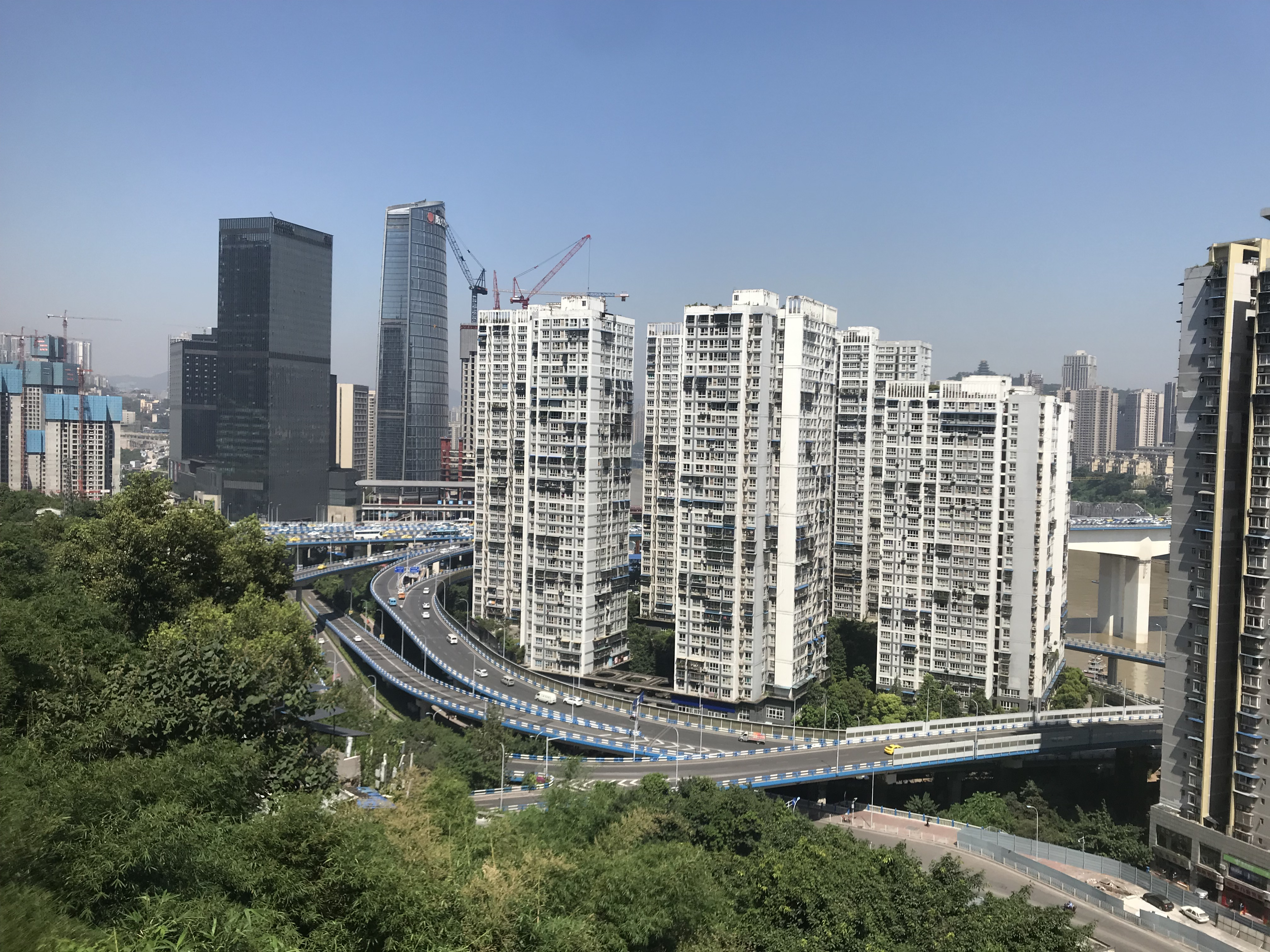